# Giovanna Bentivoglio Malvezzi
Giovanna Bentivoglio Malvezzi, född okänt år, död 1429, var en italiensk adelsdam som deltog i maktkampen mellan familjepartierna i staden Bologna. 
Hennes biografi är nära kopplad till Bolognas politiska historia under de första decennierna av 1400-talet och redovisas i kvinnliga biografiska kataloger från 1400-talet och Risorgimento-åldern, där hon är ihågkommen för sina politiska och krigarmässiga färdigheter och tapperhet demonstrerade genom att stödja Bentivoglios-partiet i tvister med rivaliserande familjer för i kampen för makten över staden.